# Noords Kampioenschap 1933/36
Het Noords Kampioenschap 1933/36 was de 3e editie van dit voetbaltoernooi. Het toernooi werd gespeeld tussen 11 juni 1933 en 27 september 1936. Er waren vier deelnemers. Zweden werd kampioen.

## Eindstand
| Team       | Gsp | W | G | V | DV | DT | DS  | Ptn |
| ---------- | --- | - | - | - | -- | -- | --- | --- |
| Zweden     | 12  | 7 | 2 | 3 | 31 | 22 | +9  | 16  |
| Denemarken | 12  | 6 | 2 | 4 | 30 | 25 | +5  | 14  |
| Noorwegen  | 12  | 4 | 3 | 5 | 25 | 21 | +4  | 11  |
| Finland    | 12  | 3 | 1 | 8 | 18 | 36 | –18 | 7   |

## Wedstrijden

### 1933
|                                                   |                                       |       |                          |                                                                                          |
| 11 juni 1933 «onderlinge duels» 13:30 uur (UTC+1) | Denemarken                            | 2 – 2 | Noorwegen                | Københavns Idrætspark, Kopenhagen Toeschouwers: 28.000 Scheidsrechter: Ivan Eklind (SWE) |
| 11 juni 1933 «onderlinge duels» 13:30 uur (UTC+1) | Eigil Thielsen 14' Eigil Thielsen 35' |       | 33' (37) Ragnar Pedersen | Københavns Idrætspark, Kopenhagen Toeschouwers: 28.000 Scheidsrechter: Ivan Eklind (SWE) |

|                                                   |                         |       |                                           |                                                                                        |
| 18 juni 1933 «onderlinge duels» 14:00 uur (UTC+1) | Zweden                  | 2 – 3 | Denemarken                                | Olympisch Stadion, Stockholm Toeschouwers: 20.297 Scheidsrechter: Karl Wunderlin (SUI) |
| 18 juni 1933 «onderlinge duels» 14:00 uur (UTC+1) | Bertil Ericsson 7', 20' |       | 27' Pauli Jørgensen 57', 82' Eyolf Kleven | Olympisch Stadion, Stockholm Toeschouwers: 20.297 Scheidsrechter: Karl Wunderlin (SUI) |

|                                                   |                                  |       |         |                                                                                      |
| 14 juli 1933 «onderlinge duels» 19:00 uur (UTC+1) | Zweden                           | 2 – 0 | Finland | Olympisch Stadion, Stockholm Toeschouwers: 15.246 Scheidsrechter: Peter Yssing (DEN) |
| 14 juli 1933 «onderlinge duels» 19:00 uur (UTC+1) | Knut Kroon 58' Lennart Bunke 86' |       |         | Olympisch Stadion, Stockholm Toeschouwers: 15.246 Scheidsrechter: Peter Yssing (DEN) |

|                                                       |                   |       |                                                                      |                                                                                      |
| 3 september 1933 «onderlinge duels» 13:00 uur (UTC+2) | Finland           | 1 – 5 | Noorwegen                                                            | Töölön Pallokenttä, Helsinki Toeschouwers: 6.271 Scheidsrechter: Gustaf Ekberg (SWE) |
| 3 september 1933 «onderlinge duels» 13:00 uur (UTC+2) | Gunnar Åström 32' |       | 20', 36', 46' Jørgen Juve 49' (e.d.) Max Viinioksa 83' Sverre Hansen | Töölön Pallokenttä, Helsinki Toeschouwers: 6.271 Scheidsrechter: Gustaf Ekberg (SWE) |

|                                                        |           |                  |        |                                                                               |
| 24 september 1933 «onderlinge duels» 13:15 uur (UTC+1) | Noorwegen | 0 – 1            | Zweden | Ullevaalstadion, Oslo Toeschouwers: 33.000 Scheidsrechter: Peter Yssing (DEN) |
| 24 september 1933 «onderlinge duels» 13:15 uur (UTC+1) |           | 55' Gösta Dunker |        | Ullevaalstadion, Oslo Toeschouwers: 33.000 Scheidsrechter: Peter Yssing (DEN) |

|                                                     |                                  |       |         |                                                                                                  |
| 8 oktober 1933 «onderlinge duels» 13:30 uur (UTC+1) | Denemarken                       | 2 – 0 | Finland | Københavns Idrætspark, Kopenhagen Toeschouwers: 24.000 Scheidsrechter: Thoralf Kristiansen (NOR) |
| 8 oktober 1933 «onderlinge duels» 13:30 uur (UTC+1) | Georg Taarup 30' Kaj Uldaler 57' |       |         | Københavns Idrætspark, Kopenhagen Toeschouwers: 24.000 Scheidsrechter: Thoralf Kristiansen (NOR) |

### 1934
|                                                   |                                         |       |                                                    |                                                                                                  |
| 17 juni 1934 «onderlinge duels» 13:30 uur (UTC+1) | Denemarken                              | 3 – 5 | Zweden                                             | Københavns Idrætspark, Kopenhagen Toeschouwers: 28.000 Scheidsrechter: Thoralf Kristiansen (NOR) |
| 17 juni 1934 «onderlinge duels» 13:30 uur (UTC+1) | Kaj Uldaler 5' Pauli Jørgensen 40', 48' |       | 6', 35', 60', 62' Bertil Ericsson 23' Erik Persson | Københavns Idrætspark, Kopenhagen Toeschouwers: 28.000 Scheidsrechter: Thoralf Kristiansen (NOR) |

|                                                  |                                                                |       |                                                                       |                                                                                       |
| 1 juli 1934 «onderlinge duels» 19:00 uur (UTC+1) | Zweden                                                         | 3 – 3 | Noorwegen                                                             | Olympisch Stadion, Stockholm Toeschouwers: 20.000 Scheidsrechter: Sophus Hansen (DEN) |
| 1 juli 1934 «onderlinge duels» 19:00 uur (UTC+1) | Emil Karlsson 5' Sven Andersson 13' (pen.) Bertil Ericsson 55' |       | 17' (pen.) Morten Pettersen 29' Thorleif Svendsen 38' Birger Pedersen | Olympisch Stadion, Stockholm Toeschouwers: 20.000 Scheidsrechter: Sophus Hansen (DEN) |

|                                                  |                   |       |                                     |                                                                                        |
| 3 juli 1934 «onderlinge duels» 19:00 uur (UTC+2) | Finland           | 2 – 1 | Denemarken                          | Töölön Pallokenttä, Helsinki Toeschouwers: 5.722 Scheidsrechter: Georg Wittboldt (SWE) |
| 3 juli 1934 «onderlinge duels» 19:00 uur (UTC+2) | Lauri Taipale 19' |       | 30' Carl Lundsteen 63' Holger Salin | Töölön Pallokenttä, Helsinki Toeschouwers: 5.722 Scheidsrechter: Georg Wittboldt (SWE) |

|                                                       |                                                              |       |                                     |                                                                               |
| 2 september 1934 «onderlinge duels» 13:15 uur (UTC+1) | Noorwegen                                                    | 4 – 2 | Finland                             | Ullevaalstadion, Oslo Toeschouwers: 15.000 Scheidsrechter: Einer Ulrich (DEN) |
| 2 september 1934 «onderlinge duels» 13:15 uur (UTC+1) | Sverre Berglie 15', 21' Reidar Kvammen 24' Sverre Hansen 26' |       | 27' Abbe Lönnberg 67' Abbe Lönnberg | Ullevaalstadion, Oslo Toeschouwers: 15.000 Scheidsrechter: Einer Ulrich (DEN) |

|                                                        |                                           |       |                    |                                                                              |
| 23 september 1934 «onderlinge duels» 13:15 uur (UTC+1) | Noorwegen                                 | 3 – 1 | Denemarken         | Ullevaalstadion, Oslo Toeschouwers: 29.000 Scheidsrechter: Ivan Eklind (SWE) |
| 23 september 1934 «onderlinge duels» 13:15 uur (UTC+1) | Sverre Berglie 62' Sverre Hansen 78', 88' |       | 57' Carl Lundsteen | Ullevaalstadion, Oslo Toeschouwers: 29.000 Scheidsrechter: Ivan Eklind (SWE) |

|                                                        |                                                                 |       |                                           |                                                                                    |
| 23 september 1934 «onderlinge duels» 14:15 uur (UTC+2) | Finland                                                         | 5 – 4 | Zweden                                    | Töölön Pallokenttä, Helsinki Toeschouwers: 10.443 Scheidsrechter: Otto Remke (DEN) |
| 23 september 1934 «onderlinge duels» 14:15 uur (UTC+2) | Aulis Koponen 2', 21' Nuutti Lintamo 33', 50' Gunnar Åström 49' |       | 6', 42', 87' Erik Persson 59' Tore Keller | Töölön Pallokenttä, Helsinki Toeschouwers: 10.443 Scheidsrechter: Otto Remke (DEN) |

### 1935
|                                                   |                                  |       |                         |                                                                                             |
| 12 juni 1935 «onderlinge duels» 19:15 uur (UTC+1) | Zweden                           | 2 – 2 | Finland                 | Olympisch Stadion, Stockholm Toeschouwers: 14.500 Scheidsrechter: Thoralf Kristiansen (NOR) |
| 12 juni 1935 «onderlinge duels» 19:15 uur (UTC+1) | Erik Persson 46' Arne Nyberg 80' |       | 11', 70' Kurt Weckström | Olympisch Stadion, Stockholm Toeschouwers: 14.500 Scheidsrechter: Thoralf Kristiansen (NOR) |

|                                                   |                                                       |       |                     |                                                                         |
| 16 juni 1935 «onderlinge duels» 13:00 uur (UTC+1) | Zweden                                                | 3 – 1 | Denemarken          | Ullevi, Göteborg Toeschouwers: 28.336 Scheidsrechter: Albert Fogg (ENG) |
| 16 juni 1935 «onderlinge duels» 13:00 uur (UTC+1) | Karl Erik Grahn 44' Sven Jonasson 54' Åke Hallman 83' |       | 34' Pauli Jørgensen | Ullevi, Göteborg Toeschouwers: 28.336 Scheidsrechter: Albert Fogg (ENG) |

|                                                   |                          |       |           |                                                                                           |
| 23 juni 1935 «onderlinge duels» 13:30 uur (UTC+1) | Denemarken               | 1 – 0 | Noorwegen | Københavns Idrætspark, Kopenhagen Toeschouwers: 28.000 Scheidsrechter: Esko Pekonen (FIN) |
| 23 juni 1935 «onderlinge duels» 13:30 uur (UTC+1) | Thøger Nordbø 28' (e.d.) |       |           | Københavns Idrætspark, Kopenhagen Toeschouwers: 28.000 Scheidsrechter: Esko Pekonen (FIN) |

|                                                       |                  |       |                                                             |                                                                                        |
| 8 september 1935 «onderlinge duels» 13:00 uur (UTC+1) | Finland          | 1 – 5 | Noorwegen                                                   | Töölön Pallokenttä, Helsinki Toeschouwers: 6.557 Scheidsrechter: Ivar Gustafsson (SWE) |
| 8 september 1935 «onderlinge duels» 13:00 uur (UTC+1) | Pentti Larvo 28' |       | 23', 52', 62' Odd Hoel 68' Carl Jamissen 88' Reidar Kvammen | Töölön Pallokenttä, Helsinki Toeschouwers: 6.557 Scheidsrechter: Ivar Gustafsson (SWE) |

|                                                        |           |                                      |        |                                                                              |
| 22 september 1935 «onderlinge duels» 13:15 uur (UTC+1) | Noorwegen | 0 – 2                                | Zweden | Ullevaalstadion, Oslo Toeschouwers: 35.495 Scheidsrechter: Poul Dreiøe (DEN) |
| 22 september 1935 «onderlinge duels» 13:15 uur (UTC+1) |           | 42' Axel Nilsson 77' Karl Erik Grahn |        | Ullevaalstadion, Oslo Toeschouwers: 35.495 Scheidsrechter: Poul Dreiøe (DEN) |

|                                                     |                                               |       |                                                       |                                                                                           |
| 6 oktober 1935 «onderlinge duels» 13:30 uur (UTC+1) | Denemarken                                    | 5 – 1 | Finland                                               | Københavns Idrætspark, Denemarken Toeschouwers: .000 Scheidsrechter: John Johansson (SWE) |
| 6 oktober 1935 «onderlinge duels» 13:30 uur (UTC+1) | Eigil Thielsen 8' Kaj Uldaler 37', 41' (pen.) |       | 48' Ernst Grönlund 51' Knud Sørensen 59' Eyolf Kleven | Københavns Idrætspark, Denemarken Toeschouwers: .000 Scheidsrechter: John Johansson (SWE) |

### 1936
|                                                   |                                                                                     |       |                                                                   |                                                                                                  |
| 14 juni 1936 «onderlinge duels» 13:30 uur (UTC+1) | Denemarken                                                                          | 4 – 3 | Zweden                                                            | Københavns Idrætspark, Denemarken Toeschouwers: 32.000 Scheidsrechter: Thoralf Kristiansen (NOR) |
| 14 juni 1936 «onderlinge duels» 13:30 uur (UTC+1) | Helmuth Søbirk 11' Sven Andersson 41' (e.d.) Pauli Jørgensen 47' Eigil Thielsen 81' |       | 2' (e.d.) Poul Toft Jensen 15' Sven Jonasson 76' Gustaf Josefsson | Københavns Idrætspark, Denemarken Toeschouwers: 32.000 Scheidsrechter: Thoralf Kristiansen (NOR) |

|                                                   |                  |       |                                                          |                                                                                       |
| 30 juni 1936 «onderlinge duels» 19:00 uur (UTC+2) | Finland          | 1 – 4 | Denemarken                                               | Töölön Pallokenttä, Helsinki Toeschouwers: 8.357 Scheidsrechter: Sölve Flisberg (SWE) |
| 30 juni 1936 «onderlinge duels» 19:00 uur (UTC+2) | Holger Salin 17' |       | 65', 81' Pauli Jørgensen 77' Eyolf Kleven 89' Kaj Hansen | Töölön Pallokenttä, Helsinki Toeschouwers: 8.357 Scheidsrechter: Sölve Flisberg (SWE) |

|                                                  |                        |       |           |                                                                               |
| 5 juli 1936 «onderlinge duels» 13:00 uur (UTC+1) | Zweden                 | 2 – 0 | Noorwegen | Gamla Ullevi, Göteborg Toeschouwers: 21.627 Scheidsrechter: Louis Baert (BEL) |
| 5 juli 1936 «onderlinge duels» 13:00 uur (UTC+1) | Sven Jonasson 25', 36' |       |           | Gamla Ullevi, Göteborg Toeschouwers: 21.627 Scheidsrechter: Louis Baert (BEL) |

|                                                       |           |                                      |         |                                                                             |
| 6 september 1936 «onderlinge duels» 13:15 uur (UTC+1) | Noorwegen | 0 – 2                                | Finland | Ullevaalstadion, Oslo Toeschouwers: 17.000 Scheidsrechter: Otto Remke (DEN) |
| 6 september 1936 «onderlinge duels» 13:15 uur (UTC+1) |           | 3' Kurt Weckström 48' Aatos Lehtonen |         | Ullevaalstadion, Oslo Toeschouwers: 17.000 Scheidsrechter: Otto Remke (DEN) |

|                                                        |                                                   |       |                                                                  |                                                                                   |
| 20 september 1936 «onderlinge duels» 13:15 uur (UTC+1) | Noorwegen                                         | 3 – 3 | Denemarken                                                       | Ullevaalstadion, Oslo Toeschouwers: 29.000 Scheidsrechter: Karl Weingärtner (GER) |
| 20 september 1936 «onderlinge duels» 13:15 uur (UTC+1) | Arne Brustad 8' Odd Frantzen 11' Odd Frantzen 78' |       | 14' Helmuth Søbirk 49' Pauli Jørgensen 67' (pen.) Helmuth Søbirk | Ullevaalstadion, Oslo Toeschouwers: 29.000 Scheidsrechter: Karl Weingärtner (GER) |

|                                                        |                            |       |                                       |                                                                                         |
| 27 september 1936 «onderlinge duels» 13:00 uur (UTC+2) | Finland                    | 1 – 2 | Zweden                                | Töölön Pallokenttä, Helsinki Toeschouwers: 11.922 Scheidsrechter: Kolbjørn Dæhlen (NOR) |
| 27 september 1936 «onderlinge duels» 13:00 uur (UTC+2) | William Kanerva 85' (pen.) |       | 44' Sven Jonasson 50' Bertil Ericsson | Töölön Pallokenttä, Helsinki Toeschouwers: 11.922 Scheidsrechter: Kolbjørn Dæhlen (NOR) |